# Stockholms improvisationsteater

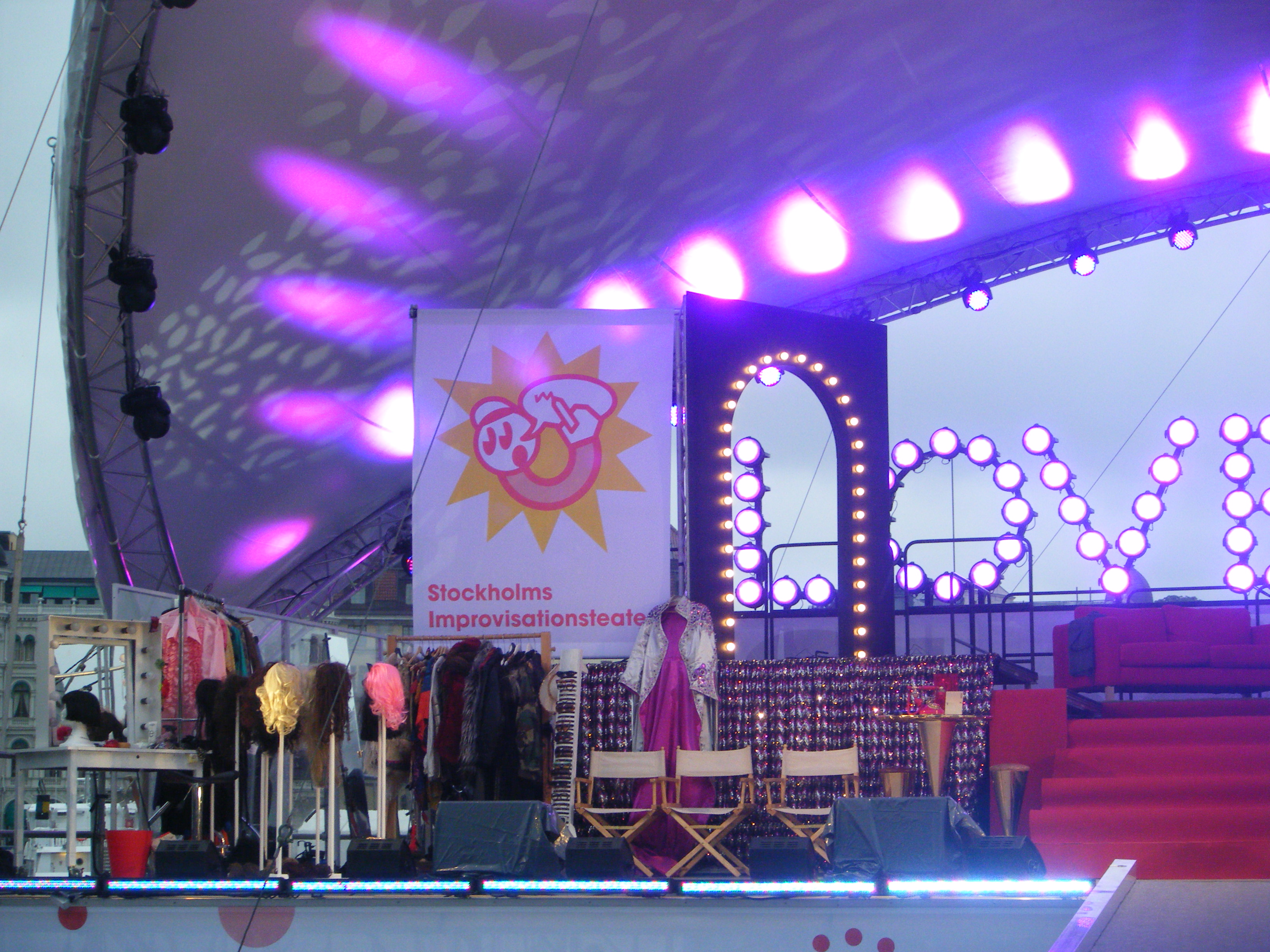
Stockholms improvisationsteater på Love Stockholm 2010.

Stockholms improvisationsteater är en fri teater som arbetar uteslutande med improviserad teater. Teatern har sedan 1992 sin fasta scen och verksamhet på Sigtunagatan 12 i Stockholm. Varje säsong sätter ensemblen upp produktioner, bedriver teaterkurser för allmänheten och samarbetar med näringsliv och organisationer under rubriken Teater för jobbet. Stockholms improvisationsteater grundades 1989.